# Papelucho historiador
Papelucho historiador es una novela corta de la escritora chilena Marcela Paz. Es la tercera entrega de la serie literaria infantil creada por la autora que tiene como protagonista a Papelucho, un ingenioso niño chileno. Fue publicada por primera vez en 1955.
Se le considera el más regionalista de todos los libros de la serie, e incluye un gran número de chilenismos.[cita requerida]

## Argumento
Papelucho debe aprender historia, lo que le resulta en extremo difícil. Para aprendérsela, procede a escribirla en su diario, y a imaginarse a él mismo teniendo aventuras junto a distintos personajes de la historia americana y chilena.

## Personajes principales
- Papelucho
- Srta. Carmen
- Toqui

## Adaptaciones
La obra fue adaptada al teatro en 2011 como una función multimedial, la cual contó con la participación directa de Ediciones Marcela Paz S.A. y fue estrenada en el Teatro Teletón. 
Más tarde, en 2016, se presentaron tres funciones de la misma adaptación en varios recintos de la Región del Biobío, como parte del programa "Chile Celebra el Verano". 